# Holly Mae Brood
Holly Mae Brood (Amsterdam, 25 november 1994) is een Nederlandse actrice, presentatrice en zangeres. Ze acteerde in tv-series en films. Brood presenteerde enkele jaren de tv-datingshow Love Island voor RTL & Videoland en speelde de hoofdrol in de op Netflix uitgezonden Nederlandse misdaadthriller The Takeover. Ze kreeg in Nederland naamsbekendheid door haar rol als Amy Kortenaer in de tv-soaps Goede tijden, slechte tijden en Nieuwe Tijden. 

## Carrière

### Beginjaren
Brood danst vanaf haar zesde. Ze was actief als danseres bij het Junior Songfestival en Kinderen voor Kinderen. Bij Kinderen voor Kinderen viel ze op en werd gevraagd of ze wilde auditeren om solo te zingen. Brood deed mee in 2006 bij Kinderen voor Kinderen en zong het nummer 'De coolste DJ', om in 2008 deel te nemen aan Kinderen Zingen met Sterren. Vervolgens kreeg Brood een rol in de musical Ciske de Rat. Na haar werkzaamheden in 2009 bij Ciske de Rat besloot Brood zich meer te richten op haar studie. Ze begon de vooropleiding van de dansopleiding bij Lucia Marthas om daarna toegelaten te worden aan de HBO-versie ervan.
In 2011 bracht Brood een duet uit van de bewerkte versie When I Get Home, samen met haar stiefvader Herman Brood.
Brood deed in 2014 mee aan het zevende seizoen van het tv-programma Holland's Next Top Model op RTL 5, waarin ze gedeelde zevende werd.

### Doorbraak
In 2015 werd Brood gecast voor de film SneekWeek. Dit was haar eerste acteerklus en door deze film kreeg ze een rol in de film Hart Beat. Ze werd gevraagd om te auditeren voor de rol van Amy Kortenaer in Goede tijden, slechte tijden. De castingdirectors hadden Brood gezien in de film SneekWeek en zagen haar wel zitten als de zus van Marly van der Velden, met wie ze samen in de film speelde. Brood maakte in 2016 haar entree om vervolgens na een krap halfjaar de hoofdrol te gaan spelen in de spin-off Nieuwe Tijden. Dit was de eerste Videoland-serie. Daarna was ze te zien in de film Hart Beat. In ditzelfde jaar verscheen Brood naakt voor de camera voor een pikante fotoreportage in JFK Magazine.

### Carrière

#### 2016-2017
Brood was tevens in 2016 voor het eerst te horen als stemactrice in de film Sing. Ze sprak de stem in van het personage Meena de Olifant. Eind 2016 was Brood te zien in de film Unknown Brood, de film was een documentaire over het leven van haar overleden stiefvader en rock-'n-rollmuzikant Herman Brood.
Holly ontdekte in 2017 haar presentatietalent bij Concentrate het YouTube-kanaal van RTL. Van 2017-2018 werd zij een van de vaste presentatrices. Tevens was Brood in dat jaar een van de BN'er-kandidaten in het zangprogramma It Takes 2. Ze belandde in het team van Waylon maar moest nét voor de finale het programma verlaten.
In ditzelfde jaar had Brood een bijrol in de film Bella Donna's en kreeg ze een hoofdrol de serie Dare, een horror serie voor Videoland. Aan het einde van 2017 stond Brood tijdens de kerstmaand in het Ziggo Dome met The Christmas Show, waarin zij als de ex-vriendin van Justin Scrooge verscheen.

#### 2018-2020
In 2018 filmde Brood het derde en tevens laatste seizoen van Nieuwe Tijden, tijdens deze periode vormde Brood met Soy Kroon een dansduo in het RTL 4-programma Dance Dance Dance, zij wisten het programma te winnen met als prijs een donatie van € 100.000 voor Spieren voor Spieren. Ook had ze rollen in de films Mannen Van Mars en  All You Need Is Love en een hoofdrol in Vals.
Sinds 2019 presenteert Brood samen met de Vlaamse presentator Viktor Verhulst de Nederlands-Vlaamse versie van de datingshow Love Island. Dat te zien is op RTL en Videoland.
In 2019 en 2020 speelde Brood de rol van Maemi in het theaterstuk Lazarus, onder regie van Ivo van Hove in het DeLaMar Theater in Amsterdam. In 2019 en 2020 waren het tweede en derde seizoen van de Videoland-serie Meisje van Plezier te zien. Hierin speelde Brood de rol van Kelly Matulessy, de assistent van Angela Schijf. Ook was zij te zien in de bioscoopfilm Alles is zoals het zou moeten zijn.

#### 2021-heden
In 2021 was Brood te zien in het eerste seizoen van het RTL-programma De Verraders, waarin Brood een van de verraders was. In mei 2022 vertolkte Brood een van de hoofdrollen in de bioscoopfilm Foodies. Datzelfde jaar was Brood te zien als Mel Bandison in de op Netflix uitgezonden Nederlandse misdaadthriller The Takeover, waarin ze de hoofdrol vertolkte. De film stond op 9 november 2022 op nummer twee van de top tien niet-Engelstalige films op Netflix en was binnen een week ruim 25 miljoen uur bekeken. Sinds maart 2023 is ze te zien in de Videoland-serie Hockeyvaders.
In februari 2024 vertolkte Brood samen met Eva van de Wijdeven de hoofdrol als Patty Brard in de Videoland-serie PATTY. Daarnaast vertolkte Brood datzelfde jaar hoofdrollen in de bioscoopfilms De Break-Up Club, Tegendraads en Schitterend. Voor laatst genoemde film verzorgde Brood tevens, in samenwerking met de band I.O.S., de titelsong van de film.

## Filmografie
| Film                         | Film                                          | Film                                             | Film                                             |
| Jaar                         | Productie                                     | Rol                                              | Opmerkingen                                      |
| ---------------------------- | --------------------------------------------- | ------------------------------------------------ | ------------------------------------------------ |
| 2016                         | SneekWeek                                     | Lisa                                             | Hoofdrol                                         |
| 2016                         | Hart Beat                                     | Kate                                             | Bijrol                                           |
| 2016                         | Unknown Brood                                 | Haarzelf                                         | Documentaire over haar stiefvader Herman Brood   |
| 2016                         | Sing                                          | Meena de Olifant                                 | Stem                                             |
| 2017                         | Bella Donna's                                 | SM-winkelmedewerker                              | Bijrol                                           |
| 2018                         | Mannen van Mars                               | Josefien                                         | Hoofdrol                                         |
| 2018                         | All You Need Is Love                          | Tatjana                                          | Bijrol                                           |
| 2018                         | Spider-Man: Into the Spider-Verse             | Gwen Stacy / Spider-Gwen                         | Stem                                             |
| 2019                         | The Lego Movie 2: The Second Part             | Generaal Chaos                                   | Stem                                             |
| 2019                         | Vals                                          | Feline                                           | Hoofdrol                                         |
| 2020                         | Alles is zoals het zou moeten zijn            | Claudia                                          | Hoofdrol                                         |
| 2021                         | Raya and the Last Dragon                      | Namaari                                          | Stem                                             |
| 2022                         | Sing 2                                        | Meena de Olifant                                 | Stem                                             |
| 2022                         | Foodies                                       | Lilian                                           | Hoofdrol                                         |
| 2022                         | The Takeover                                  | Mel Bandison                                     | Hoofdrol                                         |
| 2022                         | De Gelaarsde Kat 2: De laatste wens           | Goudlokje                                        | Stem                                             |
| 2023                         | Spider-Man: Across the Spider-Verse           | Gwen Stacy / Spider-Gwen                         | Stem                                             |
| 2023                         | Alles is nog steeds zoals het zou moeten zijn | Claudia                                          | Hoofdrol                                         |
| 2024                         | De Break-Up Club                              | Zoë                                              | Hoofdrol                                         |
| 2024                         | Tegendraads                                   | Esmee                                            | Hoofdrol                                         |
| 2024                         | Schitterend                                   | Jamie                                            | Hoofdrol                                         |
| Televisie als actrice        |                                               |                                                  |                                                  |
| Jaar                         | Productie                                     | Rol                                              | Opmerkingen                                      |
| 2016–2017                    | Goede tijden, slechte tijden                  | Amy Kortenaer                                    | Bijrol                                           |
| 2016–2018                    | Nieuwe Tijden                                 | Amy Kortenaer                                    | Vaste rol                                        |
| 2017                         | Dare                                          | Faya                                             | Vaste rol                                        |
| 2019–2020                    | Meisje van plezier                            | Kelly Matulessy                                  | Vaste rol                                        |
| 2022                         | Flikken Maastricht                            | Kelly                                            | Bijrol in S16 E09                                |
| 2023                         | Hockeyvaders                                  | Chimène                                          | Vaste rol                                        |
| 2024                         | PATTY                                         | Patty Brard                                      | Hoofdrol                                         |
| Televisie als presentatrice  |                                               |                                                  |                                                  |
| Jaar                         | Productie                                     | Opmerkingen                                      | Opmerkingen                                      |
| 2017–2018                    | Concentrate                                   | Online platform van RTL                          | Online platform van RTL                          |
| 2018-2019                    | Hollands Next Make-Over                       | op Videoland                                     | op Videoland                                     |
| 2019-2023                    | Love Island                                   | Samen met Viktor Verhulst                        | Samen met Viktor Verhulst                        |
| Televisie (als deelneemster) |                                               |                                                  |                                                  |
| Jaar                         | Productie                                     | Opmerkingen                                      | Opmerkingen                                      |
| 2014                         | Holland's Next Top Model                      | Geëindigd op de 7e plek                          | Geëindigd op de 7e plek                          |
| 2016                         | Ik hou van Holland                            | Team Guus                                        | Team Guus                                        |
| 2017                         | It Takes 2                                    | Geëindigd op de 5e plek                          | Geëindigd op de 5e plek                          |
| 2017                         | De Jongens tegen de Meisjes                   | Team Chantal - Verliezend team                   | Team Chantal - Verliezend team                   |
| 2017                         | Een goed stel hersens                         | Vormde een team met Jamai Loman                  | Vormde een team met Jamai Loman                  |
| 2017                         | The Big Music Quiz                            | Winnend team                                     | Winnend team                                     |
| 2018                         | Wie ben ik?                                   | Team Tijl samen met Ferry Doedens - Winnend team | Team Tijl samen met Ferry Doedens - Winnend team |
| 2018                         | Dance Dance Dance                             | Winnend team, vormde duo met Soy Kroon           | Winnend team, vormde duo met Soy Kroon           |
| 2019                         | Weet ik Veel                                  | 3e plaats                                        | 3e plaats                                        |
| 2019                         | Groeten uit 19xx                              | Samen met haar moeder Xandra en zus Lola         | Samen met haar moeder Xandra en zus Lola         |
| 2019                         | De Gordon tegen Dino Show                     | Team Gordon                                      | Team Gordon                                      |
| 2021                         | De Verraders                                  | als Verrader                                     | als Verrader                                     |
| 2021                         | Oh, wat een jaar!                             | Team Ruben                                       | Team Ruben                                       |
| 2023                         | DNA Singers                                   | panellid                                         | panellid                                         |
| 2023                         | Alles is Muziek                               | teamleider                                       | teamleider                                       |
| 2023                         | Secret Duets                                  | gastpanellid                                     | gastpanellid                                     |
| 2024                         | De Pappenheimers                              | deelneemster                                     | deelneemster                                     |
| 2024-2025                    | The Masked Singer                             | als Mammoet                                      | als Mammoet                                      |
| 2025                         | Make Up Your Mind                             | gastpanellid                                     | gastpanellid                                     |

## Persoonlijk leven
Brood is de dochter van Xandra Jansen en Leo Spindelaar. Jansen was ten tijde van de geboorte getrouwd met Herman Brood, ook al leefde Brood al een tijd in zijn atelier. Jansen had, met medeweten van Brood, een langdurige relatie met kapper en visagist Leo Spindelaar (1952-2009). De dochter kreeg bij haar geboorte de achternaam van Herman Brood, die ze als haar vader beschouwt. Met Spindelaar had ze een goede band, maar naar eigen zeggen geen vader-dochterrelatie. Ze heeft een halfzus, Lola Pop Brood. Brood heeft sinds augustus 2016 een relatie met acteur Soy Kroon.

## Theater
- The Christmas Show: A Christmas Carol (2017), als Emily[21]
- Lazarus (musical) (2019-2020), als Maemi.
- '40-'45 (musical) (2024-heden) als Leah Liebmann (alternate)